# Filomusernas samfund
Filomusernas samfund, en politisk förening stiftad i Grekland 1812, växte snart till ett stort förbund av mer än 80 000 medlemmar. Det stiftade och underhöll två läroanstalter (i Aten och i Milias i Thessalien).
Vid grekiska frihetskrigets utbrott upphörde hetairian 1821, men återupplivades 1824. Dess verksamhet upphörde emellertid ånyo vid kungariket Greklands upprättande (1832), om icke tidigare.